# Claude-Marie Boucaud
Pour les articles homonymes, voir Boucaud.
Claude-Marie Boucaud, né le 12 août 1895 et mort le 17 mai 2005, était un ancien poilu français de la Première Guerre mondiale, l'un des dix derniers poilus vivants.

## Biographie
Il était né le 12 août 1895 à Saint-Germain-des-Bois (aujourd'hui Saint-Germain-en-Brionnais) (Saône-et-Loire), fils de Claude Boucaud forgeron au Bourg de Saint-Germain-du-Bois âgé de 32 ans et de Jeanne Devaîvre son épouse ménagère âgée de 27 ans (acte de naissance no 6 du 13 août 1895).
Il est mobilisé à 19 ans le 20 décembre 1914 dans le 133e régiment d'infanterie de Belley (Ain). Durant la guerre, il avait été blessé à deux reprises, la première fois en juillet 1916, par un éclat d'obus lors de la bataille du mont Curlu (bataille de la Somme) dans la Somme, la seconde fois par une balle de mitraillette qui lui avait broyé la cheville au Chemin des Dames.
Après la guerre, il a exercé le métier de mécanicien pour les chemins de fer PLM avant de devenir chauffeur de locomotives. Il s'était installé à Priay (Ain), au hameau de Bellegarde où il a vécu jusqu'à son décès.
Retraité à 58 ans (en 1946) de la SNCF et encore en grande forme, il avait fêté ses 108 ans en faisant son baptême de l'air à Ambérieu-en-Bugey.
Il fut sous l'Arc de Triomphe le 11 novembre 2003 en présence du président de la République Jacques Chirac.
Il est mort à Lagnieu le 17 mai 2005 . 
Titulaire de la Croix de guerre, Claude-Marie Boucaud avait été fait chevalier de la Légion d'honneur en 1983, puis officier en 1996.